# Kapara

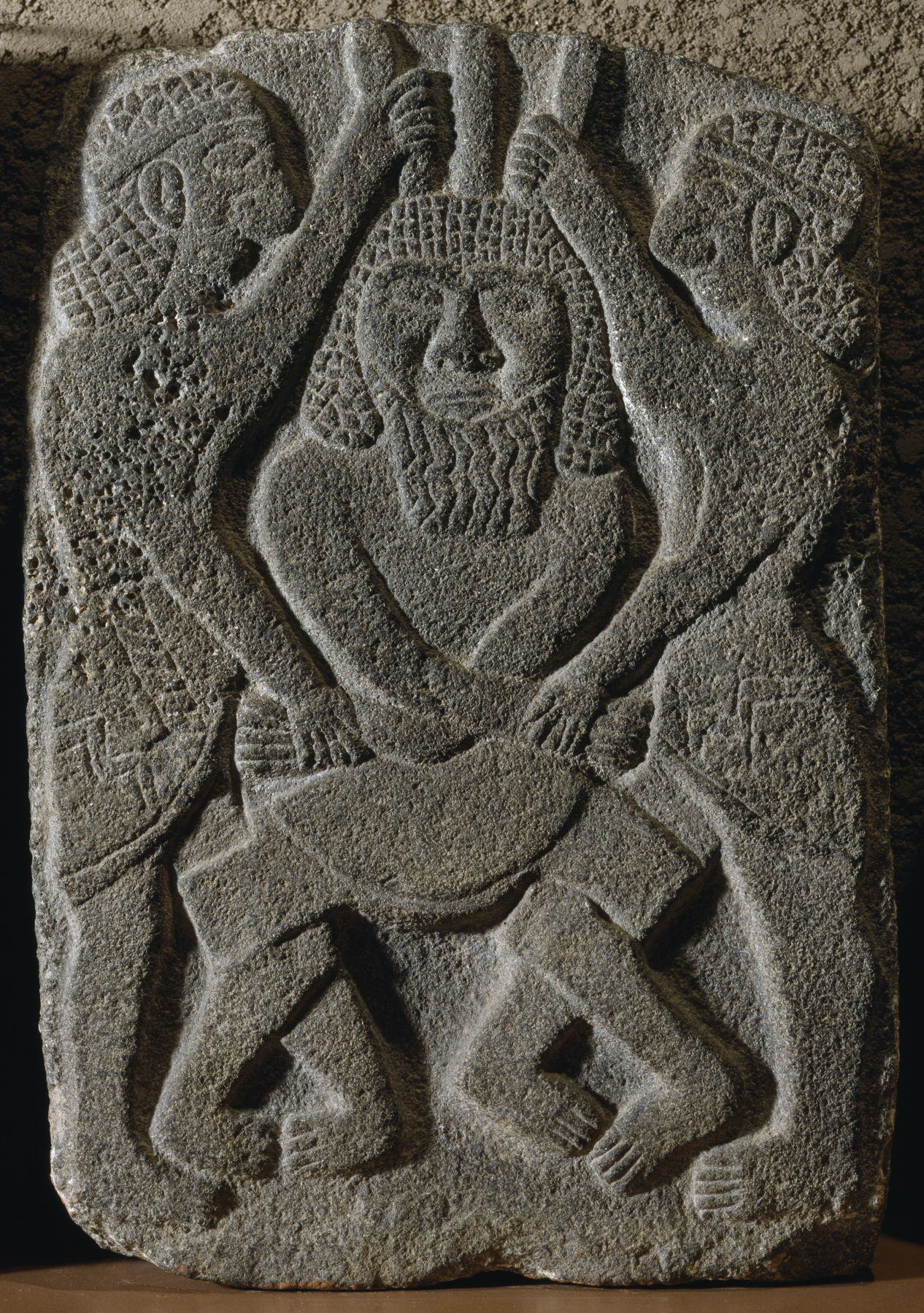
Este relieve fue encontrado en el templo-palacio de Guzana. Representa a dos héroes sometiendo a un enemigo. Museo Walters, Baltimore.

El rey Kapara (también Gabara) de Guzana (Tell Halaf) fue el gobernante del pequeño reino arameo Bit Bahiani en el siglo X o IX a. C. (las estimaciones de Albright son de aprox. 950-875 a. C.). Construyó un bit hilani, un monumental palacio de estilo neohitita, descubierto por Max von Oppenheim en 1911, con una rica decoración de estatuas y relieves en ortostatos.
En 894 a. C., en los archivos del rey asirio Adad-nirari II registró Bit Bihani como una ciudad-estado aramea tributaria. En 808 a. C., la ciudad y sus alrededores fue reducida a una provincia del Imperio neoasirio.